# 왕획 (평창후)
왕획(王獲, ? ~ ?)은 전한 말기·후한 초기의 제후로, 탁군 여오현(蠡吾縣) 사람이다. 대사마 거기장군 왕접의 손자이다.

## 행적
양삭 4년(기원전 21년), 아버지 왕림의 뒤를 이어 평창후(平昌侯)에 봉해졌다.
후한이 건국된 후 건무 5년(29년), 작위를 잃었던 왕획은 다시 평창후에 봉해졌다.

## 출전
- 반고, 《한서》 권18 외척은택후표·권82 왕상사단부희전

| 선대 아버지 평창희후 왕림 | 전한의 평창후 기원전 20년 ~ ? | 후대 - |

|  | 후한의 평창후 29년 ~ ? | 후대 (불명) |